# ヨナス・オルソン
ヨナス・オルソン（Jonas Olsson, 1983年3月10日 - ）は、スウェーデン・ランズクルーナ出身の元同国代表の元サッカー選手。

## 経歴

### クラブ
ランズクルーナに生まれたオルソンは、2003年にランズクルーナBoISでプロキャリアを始めて以降をCBまたは左SBとしてプレーし、屈強なディフェンダーとして知られ、また同胞オロフ・メルベリの影響を受けている。
それから2年後にオランダのNECナイメヘンへ移籍金75万ユーロで売却されると、それまで、特に2004年は最も警告を与えられるほどフィジカルを全面に出すプレーで知られていたが、NECナイメヘン加入以降は鳴りを潜め、さらにマンマークの技術を向上させ、ペーテル・ヴィスヘルホフとコンビを組み地位を確立していった。2007-08シーズン中は、ニューカッスル・ユナイテッド、ミドルズブラ、エヴァートンなどイングランドの複数クラブから関心を寄せられながらも、最終節までクラブに留まり3得点を挙げた。シーズン終了後の2008年8月22日にウェスト・ブロムウィッチ・アルビオンへの移籍の噂がたち、8月29日に同クラブへ移籍金80万ポンドに加え成績により36万ポンドが追加される契約で加入した。
2008年9月13日のミドルズブラ戦（アウェー1-0）に先発初出場すると、初得点を挙げ勝利に貢献。さらに、FAカップのピーターバラ・ユナイテッド戦とサンダーランド戦でも得点を挙げ、移籍1年目は公式戦で3得点を記録した。2009年9月15日のドンカスター・ローヴァーズ戦で2得点を挙げ、それから30日後に契約を2013年までに延長した。2010年10月23日のフラムに勝利後にアキレス腱を負傷したことで6週間離脱を余儀なくされ、2011年1月23日のブラックバーン・ローヴァーズ戦（アウェー0-2）でガブリエル・タマシュとコンビを組み先発フル出場の形で復帰した。2011-12シーズンは、自由移籍で加入したガレス・マコーリーと素晴らしいコンビを組み、ここ30年で最高となる10位でのシーズン終了に貢献し、オルソン自身は公式戦出場34試合中全試合に先発出場を果たした。2012年10月6日には、契約を2016年までの4年延長した。
2017年3月、ユールゴーデンIFに3年契約で移籍した。
2019年2月1日、ウィガンに加入した。
2019年7月1日に契約満了に伴いウィガンを退団し、その2ヶ月後の9月20日に現役引退を表明した。

### 代表
U-21代表でレギュラーを務め、19試合1得点を記録。2010年2月にエリック・ハムレーン新監督の下でウェールズとの親善試合へ向け、A代表に初招集された。同年5月のボスニア・ヘルツェゴビナ, ベラルーシとの親善試合に向け再招集され、ボスニア・ヘルツェゴビナ戦で出番はなかったものの、ベラルーシ戦でスタメン出場し1-0で代表初出場を勝利で飾った。ホメルーン監督の下で定期的に招集されるもベンチで多くの時間を過ごしていたが、2012年5月15日に29歳のオルソンは、同じプレミアリーグの舞台でプレーするブラックバーンのマーティン・オルソン, サンダーランドのセバスティアン・ラーションと共にUEFA EURO 2012へ向けた23人のメンバーに選出され、背番号13番が与えられた。

### テレビでの仕事
スウェーデンのケーブルテレビViasatは、プレミアリーグ2010-2011の放映権を取得した際に新たに数名の司会とジャーナリストを雇うことになり、そこでプレミアリーグでプレーするオルソンはViasatと契約を結び、衛星通信と電話を介して選手の視点から試合情報を届け、また、自身が所属するウェスト・ブラムウィッチ・アルビオンを宣伝するチャンスを得た。2012年4月15日には、BBCのMOD2にゲスト解説として出演した。

### 私生活
サッカーをしていない時のオルソンは、ギター演奏を趣味に持ち、ボブ・ディラン、ニルヴァーナ、ローリング・ストーンズ、オアシス、ベイビーシャンブルズ、ザ・フーを好きなアーティストに挙げている。
サッカー選手を引退後は、弁護士の資格を取得し人権の分野で活動する思いを明かした。また、すでに母国で法学部の授業を受けている。